# Амфиполис
Амфиполис или Амфипол (на старогръцки: Ἀμφίπολις) е древен гръцки, древен македонски полис и средновековен град, разположен на устието на Струма (Стримон) в Югоизточна Древна Македония.

## История
Районът е бил населен още от праисторически времена. Археологическите находки от района на устието на Струма показват човешко присъствие по двата бряга на реката от епохата на неолита, продължаващо до бронзовата епоха. Най-близкото неолитно селище до Амфиполис е било на съседен хълм на древния град, известен като Хълм 133, където по-късно се е развило важно селище през ранната желязна епоха, за което свидетелстват богатите находки на неговото гробище.
От средата на VII пр.н.е. век, с основаването на гръцки градове в устието на Струма, започва прогресивното проникване на гръцката култура във вътрешността. Гробниците в гробището на селището Хълм 133 променят формата си и в даровете им преобладават културните елементи на гръцкия свят - фигурки, монети и преди всичко вази, внесени от южните гръцки градове (Коринт, Атина) и йонийските градове от Северно Егейско море. Присъствието на йонийския свят е видно от скулптурите от постархаично и ранно класическо време, открити в района на Хълм 133, но също и на мястото на античния Амфиполис. Местната традиция оцелява в металната индустрия и преди всичко в медните и златните монети.
След като се заселват в Ейон, в устието на Струма, през 476 г. пр. н. е., атиняните правят първия неуспешен опит да колонизират района на Амфиполис с краткотрайното си селище Енеа Одос, което бързо изчезва (464 г. пр. н. е.). Енеа Одос (тоест Девет пътя) може да се изентифицира със селището Хълм 133, чийто разрушителен слой датира от средата на V век пр. н. е., или със самия Амфиполис - в района на северната стена на града е открита по-ранна стена от V век. Атина прави опити да овладее Амфиполис през 464 г. пр. Хр., но тракийското племе едони я отблъсква в битката при Дабреск.
Атинската колония Амфиполис е основана през 437 г. пр. Хр. от стратега Хагнон и е важен пункт на атиняните в Тракия. Разработва и контролира златните и сребърни мини в Пангей. Градското пристанище е Ейон, на устието на река Струма.
Амфиполис има значение през Пелопонеската война, защото доставя дървен материл за корабостроенето и метали от мините в околността си. Градът е обсаден от Бразид, пълководец от Спарта. Предава се през 424 г. пр. Хр. Тук става Амфиполската битка (422 г. пр. Хр.), в която загиват военачалниците на спартанците Бразид и на атиняните Клеон.
През 356 г. пр. Хр. градът е превзет от Филип II Македонски.  Амфиполис се очертава като силен град на Македонското царство с вътрешна автономия и значителен икономически и културен просперитет.
През Диадохските войни Касандър затваря в домашен арест в Амфиполис през 316 г. пр. Хр. Александър IV Айгос, малолетния син и легитимен наследник на Александър Велики, с майка му Роксана, първата съпруга на Александър Велики. Той нарежда на военачалника Главкия да ги убие през 310/309 г. пр. Хр. Със смъртта на момчето свършва македонската владетелска династия на Аргеадите.
През Третата римско-македонска война македонският цар Персей е победен в битката при Пидна (168 г. пр. Хр.) от римския военачалник Луций Емилий Павел Македоник и бяга със златото си в Амфиполис. Емилий Павел превзема града и го пленява. Така завършва Македонското царство. През 167 г. пр. Хр. градът е обявен за протекторат на Древния Рим.
Амфиполис е определен за столица на една от четирите мериди на Македония.
Римската епоха е за Амфиполис период на просперитет в рамките на римския космополитизъм. Спирка на Егнатия Одос и столица на богат хинтерланд, градът се развива икономически и културно. С подкрепата на римските императори, особено Август и Адриан, става един от най-важните градски центрове на Македония до Късната античност. Процъфтяването на града е отразено в монументалните сгради с мозаечни подове и стенописите, но и в археологическите находки, които разкопките са извадили наяве.
Амфиполис е споменат в Новия завет като селище, през което минават апостол Павел и Сила.

## Разкопки
Разкопките са разкрили голяма част от градските стени и някои от свещените, частни и обществени сгради в града. В северната част на стената е разкопана най-голямата и укрепена порта на града (порта С), в края на която е направен Амфиполският мост на река Струма, който е изграден от дървени пилоти.
Специално място в града заемат светилищата, посветени на местните божества и демони, като музата Клио, героят Рисос, Нимфата, реката Стримон и преди всичко Артемида Тавропол. Откритията обаче дават и важна информация за поклонението на олимпийските богове, като питийския Аполон, Артемида, Афродита, както и Херакъл, Диоскурите и Асклепий. Център на религиозния живот на града е бил култът към Артемида Тавропол, докато през елинистичните и римските години става много популярен култът към египетските богове и източните божества Кибела и Атис.
Многобройни находки от разкопките са изложени в Амфиполския археологически музей и Кавалския археологически музей.

## Личности
Родени в Амфиполис
- Аполодор Амфиполски, военачалник на Александър Велики
- Еригий († 328 г. пр. Хр.), син на Ларихос, военачалник на Александър Велики
- Зина, героиня от сериала „Зина – принцесата воин“
- Зоил (400 – 320 г. пр. Хр.), оратор и философ
- Лаомедон Митиленски, военачалник на Александър Велики
- Неарх (360 – 312 г. пр. Хр.), адмирал на Александър Велики
- Памфил (390 – 350 г. пр. Хр.), художник
- Хермагор Амфиполски, философ от III век пр. Хр.

Починали в Амфиполис
- Аристон, пълководец на Древна Македония от IV век пр. Хр.